# NGC 3085
NGC 3085 este o galaxie lenticulară situată în constelația Hidra. A fost descoperită în 23 martie 1835 de către John Herschel. Se află la o distanță de 57,73 de megaparseci de Pământ.